# Faro del Cabo de Tres Forcas
El faro del Cabo de Tres Forcas es un faro situado en el Cabo de Tres Forcas, próximo a la ciudad de Nador, en la provincia de Nador, Región Oriental, Marruecos. Está gestionado por la autoridad portuaria y marítima del Ministère de l'équipement, du transport, de la logistique et de l'eau.

## Historia
El faro fue construido en 1925 y puesto en servicio dos años más tarde.